# El Doncello
El Doncello – miasto w Kolumbii, w departamencie Caquetá.